# Parafia Najświętszej Maryi Panny Królowej Polski w Piątkowej
Parafia Matki Bożej Królowej Polski w Piątkowej – parafia rzymskokatolicka znajdująca się w archidiecezji przemyskiej w dekanacie Błażowa.

## Historia
W 1905 roku w Piątkowej poświęcono murowaną kaplicę mszalną pw. Niepokalanego Poczęcia Najświętszej Maryi Panny. W 1958 roku rozpoczęto starania o budowę kościoła. Budowę bez pozwolenia władz państwowych rozpoczęto w październiku 1972 roku, według projektu mgr inż. Władysława Trojanowskiego i mgr inż. Alojzego Trojanowskiego, na fundamentach z 1958 roku. Budowę zakończono w listopadzie 1972 roku, a 3 grudnia 1972 roku odprawiono pierwszą mszę świętą. 
W 1972 roku została erygowana parafia z wydzielonego terytorium parafii w Futomie. W 1973 roku kościół został poświęcony przez biskupa Ignacego Tokarczuka pw. Najświętszej Maryi Panny Królowej Polski.
22 października 2022 roku odbyła się konsekracja kościoła, której dokonał abp Adam Szal.
Na terenie parafii jest 608 wiernych.
Proboszczowie parafii:
1972–2001. ks. Stanisław Zieliński.
2001–2016. ks. Marek Jurkiewicz.
2016–2019. ks. Stanisław Śliwa.
2019– nadal ks. Marek Frączek.